# الرقص على أنغام البارود (فلم)
الرقص علي أنغام البارود هو فيلم مصري إنتاج عام 1979، بطولة نجوى فؤاد، يونس شلبي، وحيد سيف، هدي سلطان، ومن إخراج فتحي عبدالستار.

## قصة الفيلم
يقدم الفيلم مجموعة من اللوحات الاستعراضية الراقصة للفنانة نجوى فؤاد في أسلوب جديد غير مسبوق، يشاركها البطولة الكوميديان يونس شلبي، ويركز على المفارقات الضاحكة.

## طاقم التمثيل
- نجوى فؤاد: الراقصه سعاد
- يونس شلبي: برعي
- وحيد سيف: القاتل
- هدى سلطان: المطربة
- سهير زكي: الراقصة
- لبلبة: الاستعراضيه
- إبراهيم قدري: جرسون الكباريه
- هانم محمد: من اهل العروسه
- فاروق رمضان.

## طقم عمل
- فتحي عبدالستار  (مخرج)
- عاطف شعلان (مخرج مساعد)
- فتحي عبدالستار  (قصة وسيناريو وحوار)
- حسن موافي  (منتج منفذ).

## وصلات خارجية
- مقالات تستعمل روابط فنية بلا صلة مع ويكي بيانات